# Cyclophora semirosea
Cyclophora semirosea là một loài bướm đêm trong họ Geometridae.